# Delary-Strömsnäsbruk Järnväg
Delary-Strömsnäsbruk Järnväg, Delarybanan, är det inofficiella namnet på den industrijärnvägslinje som byggdes mellan Delary och Strömsnäsbruk. 
Delary bruk, (som vid bildandet 1871 hette Malmö Trämassefabrik), använde inledningsvis massaved som bränsle i produktionen. Samma massaved som tuggades ner och kokades tillsammans med diverse kemikalier till pappersmassa. Till produktionen användes stora mängder massaved och denna transporterades till bruket främst genom flottning i Helge å, med inföde från både Lillån och Judhultsån.
Samtliga transporter av den färdiga produkten pappersmassa skedde i snigelfart med oxdragna vagnar på en 13 km lång och bedrövlig landsväg till Älmhults station på södra stambanan. Vägen var knappt farbar vintertid. På tillbakaresan transporterades maskiner byggnadsmaterial och kemikalier till produktionen. 
Priset på skog ökade snabbt och bruket övergick till torv som bränsle i produktionen. Bygget av en smalspårig järnväg för transport av torv från Kvarnamossen till bruket i Delary påbörjades 1874. Inledningsvis använde man oxar som dragkraft, men 1878 tog man det första ångloket i drift. Loket, Magnus Lind af Hageby, tillverkades av smeden Roos i brukets egen verkstad och hade en stående ångpanna med 8 hästkrafter och kedjedrift. Den första linjesträckningen mellan mossen och bruket var 1 km lång och hade spårvidden 891 mm. År 1888 förlängde man banan till Hästmossen. Linjen blev sju km lång och man ändrade spårvidd till 643 mm (26 verktum). Samma år påbörjades utstakningar och undersökningar om att förlänga järnvägen 13 km österut för att ansluta till södra stambanan. Huvudalternativet till Älmhult blev för dyrt då markägarna längs banan krävde höga priser på markinlösen och alternativen till Killeberg och Osby blev också för kostsamma. 
1889 undersöktes möjligheterna att förlänga banan 7,5 km västerut för att nå ån Lagan som med biflöden från Bolmån kunna flotta massaved från skogar långs dessa åar och sjöarna Bolmen, Vidöstern och Flåren. Samma år hade man köpt in mark för att bygga banan vidare västerut och det område som kallades Tjushults lastplats på östra stranden av Lagan. I anslutning till lastplatsen köpte man även ett vattenfall för 150 kr. På västra stranden inköptes en gammal benstamp, med kvarn cirkelsåg och stickhyvel samt ännu ett vattenfall för 150 kr. (De båda vattenfallen såldes 1896 till Strömsnäs Bruks AB för 200.000 kr.) 
Vid årsskiftet 1894/95 var banan färdigbyggd fram till Tjushults lastplats och på sommaren 1895 flottades det på Lagan för första gången och stockarna kunde sedan åka på järnväg till Delary. 
1896 bildades Strömsnäs Bruks AB och köpte största delen av de markområden som Delary bruk köpte in när Tjushults lastplats skulle anläggas. På dessa markområden byggdes det nya pappersbruket som också kom att bli Delary bruks största kund och senare dess ägare. 
År 1897 var Skåne-Smålands Järnväg färdigbyggd fram till Strömsnäsbruks station och Delary-Strömsnäsbruk Järnväg anslöts då fram till denna och nu kunde även transporter av den pappersmassa som inte köptes av Strömsnäs Bruks AB samt kemikalier och andra varor som behövdes för brukets produktion och drift effektivt transporteras hela vägen på järnväg. 
När banan förlängdes till Strömsnäsbruk byggdes lok av större typ, Edward Engeström (1884-1958), nu placerad i Delary, Rudolf Thompson (1888-1958) samt August Schmitz (1916-1958). Den senare finns uppställd vid stationen i Strömsnäsbruk. Även dessa lok tillverkades lokalt. En mindre vagn för passagerare fanns där man åkte gratis och på egen risk.
Antalet anställda vid järnvägen var som mest ca 30 personer och redan under 40-talet började den snabba utvecklingen av lastbilstransporter bli ett konkurrenskraftigt alternativ, så under 50-talet minskade successivt järnvägstrafiken på banan för att helt läggas ner 1959.